# Elizabeth Maconchy
Dame Elizabeth Violet Maconchy, DBE (Broxbourne, Hertfordshire, 19 de març de 1907 - 11 de novembre de 1994) va ser una compositora anglesa de pares irlandesos, coneguda pels seus tretze quartets de corda.

## Biografia
Maconchy va començar classes de piano de molt petita, i a l'edat dels sis anys va començar a compondre.
| « | Vaig començar a escriure quan tenia sis anys. Va ser completament inesperat. Ens vam traslladar a Irlanda quan jo era molt petita; la meva família no tenia gens d'interès per la música; no sentia música en absolut excepte la que podia tocar jo mateix. | » |

El seu pare tocava una mica el piano, però la seva mare no era gens musical. La primera experiència de música en directe que va vaiure va ser a l'edat dels 15 anys a Dublín on va sentir la Halle.

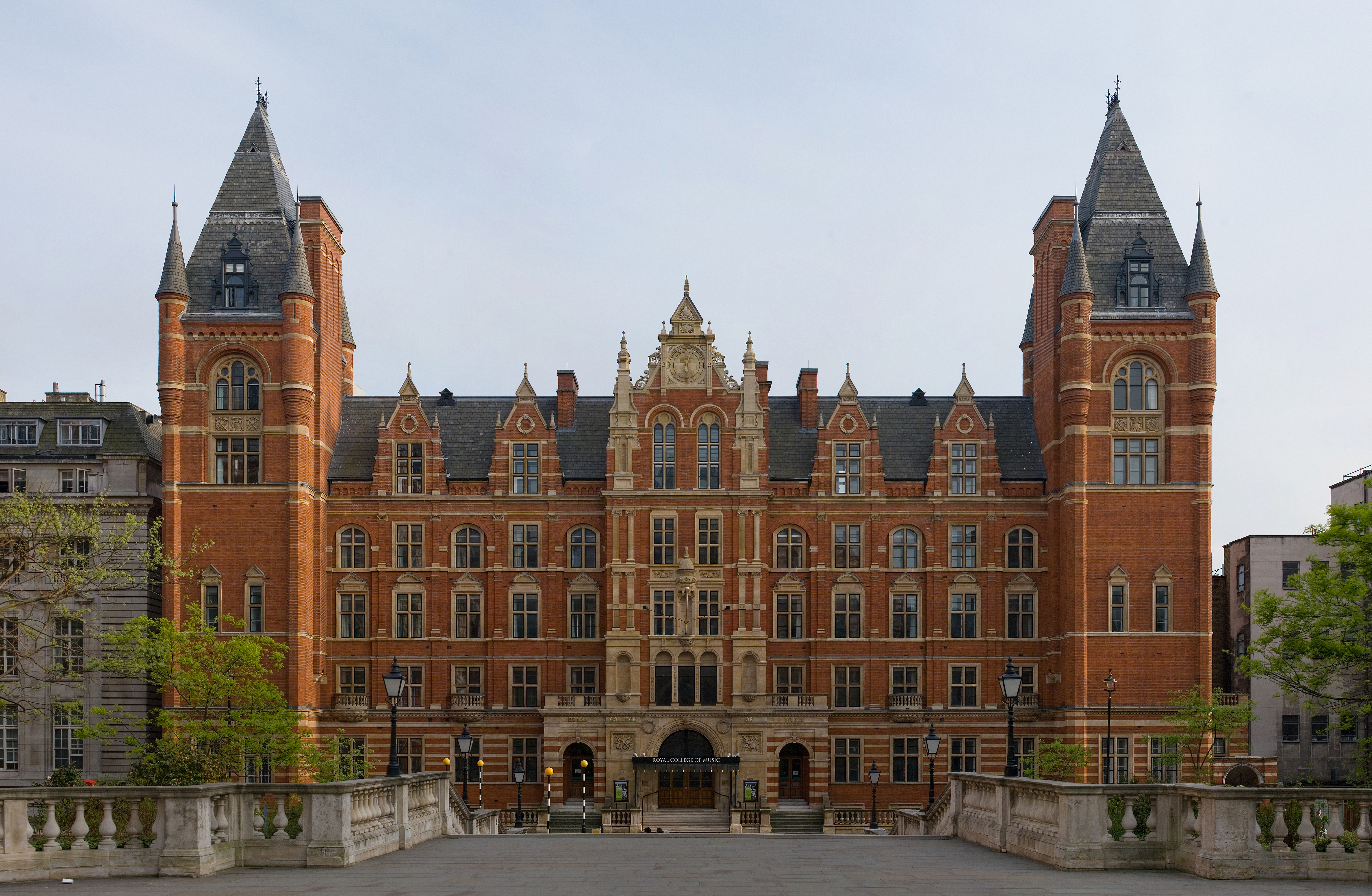
El Royal College of Music, on va estudiar Elizabeth Maconchi.

A aquesta mateixa edat el seu pare va morir i la seva mare, ella i les seves dues germanes es van mudar a Anglaterra. Durant aquest any la van acceptar al Royal College of Music on va estudiar piano amb Arthur Alexander, contrapunt amb C. H. Kitson, i composició amb Charles Wood i Ralph Vaughan Williams (una de les seves grans influències).
| « | Arribar a Londres com a estudiant de música va ser una immersió en la vida, i un cop vaig agafar el ritme, vaig gaudir molt del meu temps al Royal College of Music. | » |

### La seva època com a estudiant
Ella mateixa ja diu que estudiar amb Ralph Vaughan Williams de professor, la va ajudar molt, va aprendre molt de la seva persona, capacitat musical i va ser una gran influència per a ella.
Vaughan Williams, feia servir el mètode de prova i error, i era partidari que els seus alumnes trobessin les coses fent-les. Maconchy va descobrir a Béla Bartok gràcies a ell durant el seu primer any d'estudi, tot i que en aquells moments Bartok no era gaire conegut a Londres.
D'ell també va aprendre a crear els intercanvis musicals, dit d'una altra forma, companys i companyes seves del RCM interpretaven les peçes d'Elizabeth i viceversa. Amb això, aprenien a fer crítiques constructives i a rebre'n i saber-les acceptar per a millorar.
Durant aquests 6 anys d'estudi, va guanyar el Blumenthal and Sullivan Scholarships i l'Octavia travelling Scholarships amb el qual va poder visitar Viena i París. A més a més, gràcies a la recomanació d'un professor del RCM, va passar dos mesos a Praga estudiant amb Karel Jirak.
La mateixa setmana de les audicions final, es va casar amb William LeFanu, membre d'una família literària anglesa benestant. En aquesta audició va presentar The Land, una peça que va agradar molt a Hoist.

### La seva carrera musical
Ja amb les obres presentades durants els seus estudis i inicis de la carrera va causar molt bona impressió, tenia la seva pròpia veu. Segons ella mai es va veure perjudicada pel fet de ser dona. Tot i així només al sortir del RCM ja es va adonar que no s'interpretarien les seves obres tret que ho busqués ella mateixa.
Malauradament, la seva carrera no va aflorar com s'esperava degut al seu bon inici. Maconhy va ser més aviat una persona reservada i molt privada. Potser degut a la forta tuberculosi que va patir i la va obligar a traslladar-se a Brighton. Podem assegurar que aquesta la va posar fora de l'òrbita musical del moment. Tot i així va seguir escrivint música centrant-se molt en la música de cambra.

#### La música de cambra
El seu primer quartet dels 13 va ser estrenat pel Macnaghten Quartet al 1933, el mateix any que la BBC, va interpretar el seu quintet d'oboès que posteriorment va guanyar el Daily Telegraph Competition. Cap al final de la dècada va compondre dos quartets més.
Per culpa de la guerra la interpretació de les seves obres es va veure reduïda però això no va fer que Elizabeth deixés d'escriure més quartets per a corda. Temporada en la qual també va tenir les seves dues filles Anne LeFanu (1939) i Nicola LeFanu (1947). I, tot i això, ella seguia guanyant prestigi, se li van interpretar obres a Copenhaguen, el seu cinquè quartet va guanyar l'Edwin Evans Prize.
"Writing chamber music has been my own main preoccupation. I have found the string quartet above all best suited to the expression of the kind of music I want to write - music as an impassoned argument. And in this medium I have worked mainly with contrapuntal ideas- that is a counterpoint of rhythm as well as melodic lines."
Es poden trobar certs paral·lelismes entre els quartets de Maconchy i els de Béla Bartók, tots dos tenen moltes textures contrapuntístiques i motius cromàtics, la diferència, és que Bartók s'inspira en la música folk per a crear aquests quartets i Maconchy no.
Arribats aquí, Elizabeth Maconchy pateix un bloqueig a l'hora d'escriure més quartets i s'endinsa al món del cant.

#### El cant
Dins el món del cant va començar amb les òperes, les tres que va presentar es titulen: The Sofa (1956-1957), The Three Strangers (1958-1967) i The Departure (1960-1961). Totes tres són òperes d'un sol acte. En part condicionada per les òperes, va començar a escriure també peces per a veus infantils entre elles (òperes, extravaganzas, scenas i obres de teatre musical).
Finalment, conjuntament a tot això, es va interessar per la música coral (en total va escriure 25 obres corals) en les que s'hi pot veure com utilitza les mateixes tècniques compositives que per als quartetes de corda.